# Evergestis angustalis
Evergestis angustalis là một loài bướm đêm trong họ Crambidae.